# Koryčany
Koryčany (německy Koritschan) jsou město v jihozápadním cípu okresu Kroměříž ve Zlínském kraji na úpatí Chřibů, jedenáct kilometrů severně od Kyjova. Městem protéká řeka Kyjovka. Žije zde přibližně 2 700 obyvatel.

## Název
Na osadu bylo přeneseno původní pojmenování jejích obyvatel Korytčané, jehož základem bylo obecné korytko, zdrobnělina slova koryto, které též označovalo úžlabinu, úval. Pojmenování tedy označovalo obyvatele usídlené v menším úvalu.

## Historie

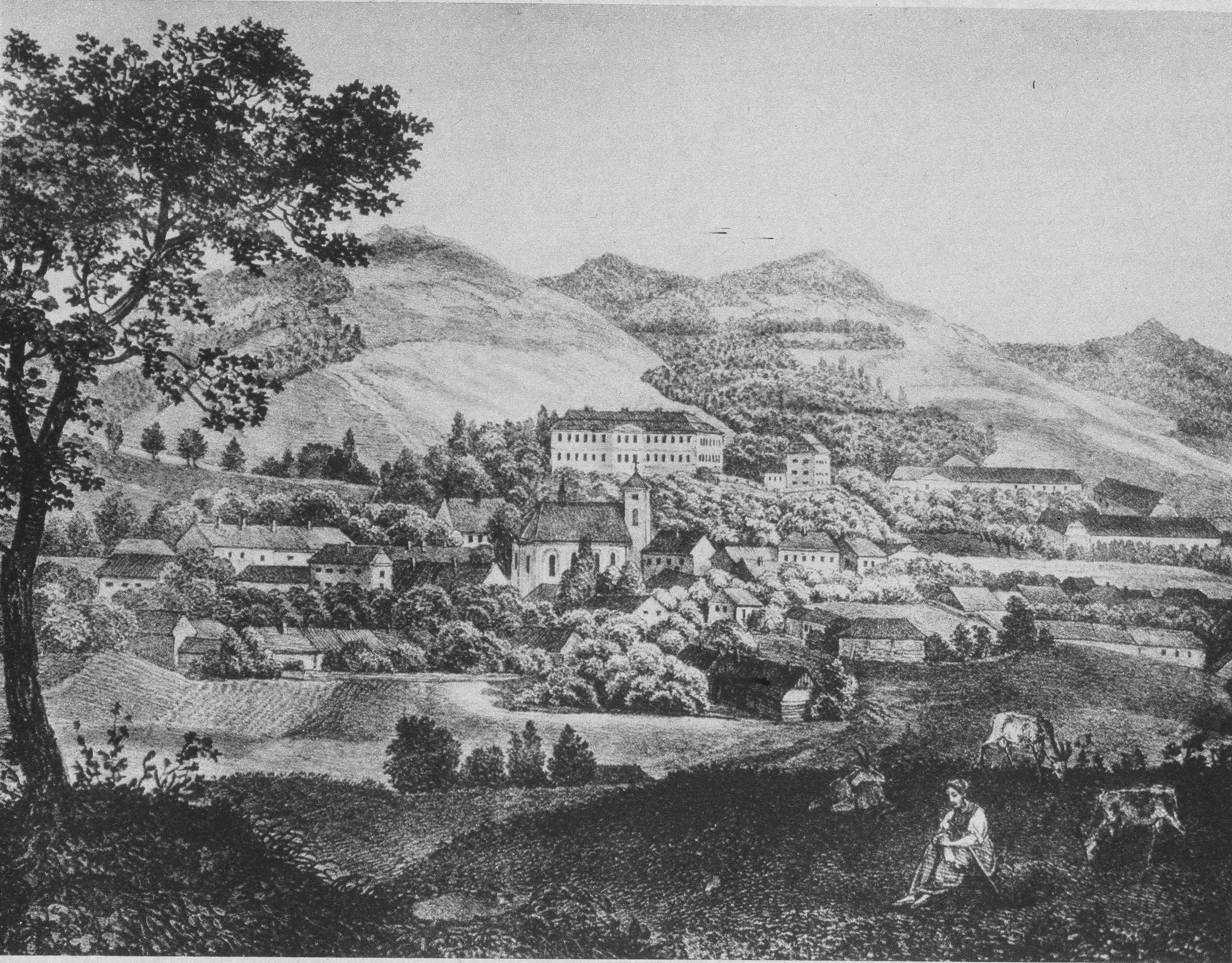
Veduta Koryčan od Františka Hebera z doby kolem roku 1848

Nejstarší psané zprávy, které se přímo dotýkají oblasti kolem Koryčan, jsou z roku 1131. První písemná zmínka o Koryčanech pochází z roku 1320 a jako městečko byly uvedeny roku 1349. V letech 1358–1611 byly součástí panství hradu Cimburku. Krátce držela koryčanské panství Marie Regina Bertoletti z Bartenfeldu, od které je koupili páni z Horky. Antonín Emerich Horecký roku 1742 panství prodal Karlu Josefovi z Gillernu. Po Kristiánu z Gillernu je roku 1794 zdědila jeho dcera Marie Josefa. V únoru 1796 ve Vídni císař František II. udělil obci Koryčany právo pořádat čtyři výroční trhy: první v den po Novém roce, druhý v pondělí po neděli průvodní (první po Velikonocích), třetí v pondělí po sv. Trojici a čtvrtý v pondělí po sv. Vavřinci.
Roku 1846 koupil panství Salomon Mayer Rothschild, ten je opět prodal Vilému Figdorovi a Heřmanu Wittgesteinovi. Po nich drželi panství roku 1863 hrabata Trauttmansdorffové a roku 1899 Ludvík Wittgenstein. Pošta v obci byla založena 15. května 1852. V roce 1856 německý podnikatel Michael Thonet v Koryčanech postavil továrnu na ohýbaný nábytek. Na jaře roku 1907 bylo započato se stavbou dráhy, železniční trati z Nemotic do Koryčan. Až do roku 1980 byla využívána i pro osobní dopravu.

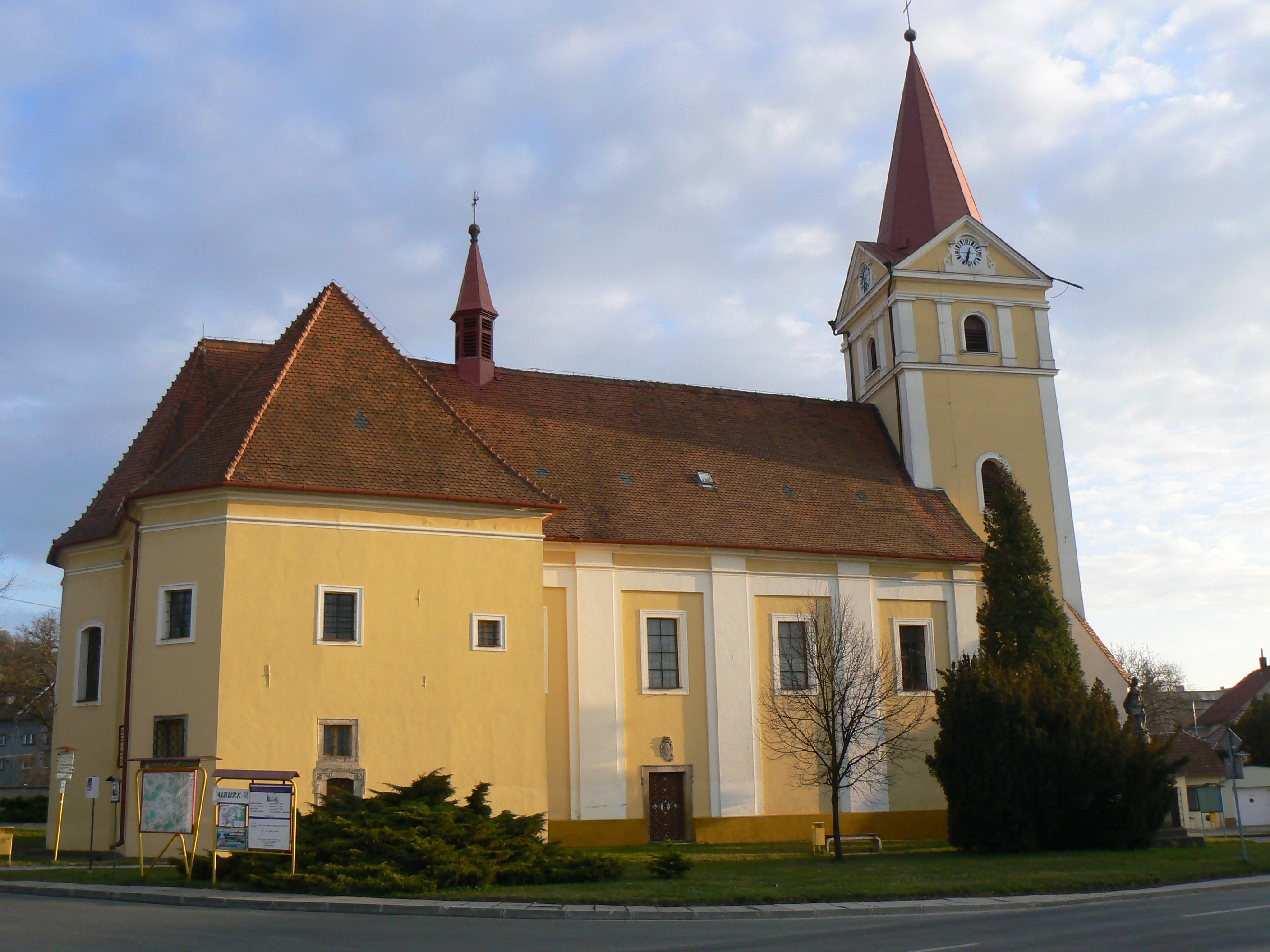
Kostel svatého Vavřince

V roce 1927 bylo vybudováno koupaliště. Nádrž byla betonová 45 metrů na délku a 15 metrů na šířku o obsahu 7000 hl. Stavbu prováděl a dozoroval Okrašlovací spolek v Koryčanech. Kousek od koupaliště byla letní restaurace „Zdravá voda“ s tanečním parketem. Byly tam pořádány občasné hudební koncerty a hrálo se i k tanci. Vedle restaurace byly dvě kuželny. U Zdravé vody byly vybudováno také několik dřevěných atrakcí pro děti.
V roce 1953 se rozběhla výstavba vodárenské nádrže Koryčany na řece Kyjovce asi jeden km od Koryčan. Vodní dílo bylo dokončeno v roce 1958 a do trvalého provozu bylo uvedeno v roce 1963. Na žádost Rady MNV z 24. března 1966 byly Koryčany 1. ledna 1967 povýšeny na město. Slavnostní prohlášení obce městem se konalo 6. ledna 1967 v budově městského národního výboru. V roce 1961 byla ke Koryčanům připojena obec Blišice a v roce 1976 byly připojeny další sousední obce Lískovec a Jestřabice.

## Přírodní poměry
- Přírodní rezervace Stará Hráz
- Přírodní památka Kazatelna
- Přírodní památka Kozel
- Evropsky významná lokalita Chřiby

## Obyvatelstvo

### Struktura
| Rok            | 1869  | 1880  | 1890  | 1900  | 1910  | 1921  | 1930  | 1950  | 1961  | 1970  | 1980  | 1991  | 2001  | 2011  | 2021  |
| -------------- | ----- | ----- | ----- | ----- | ----- | ----- | ----- | ----- | ----- | ----- | ----- | ----- | ----- | ----- | ----- |
| Počet obyvatel | 2 073 | 2 454 | 2 751 | 2 589 | 3 033 | 2 876 | 2 701 | 2 348 | 2 527 | 2 314 | 2 247 | 2 090 | 2 047 | 2 047 | 1 925 |
| Počet domů     | 336   | 389   | 408   | 445   | 513   | 529   | 580   | 671   | 776   | 650   | 620   | 730   | 702   | 720   | 720   |

Dle sčítání lidu v roce 2011 žilo ve městě 2 837 obyvatel, z nichž 1 285 (45,3 %) se hlásilo k české národnosti, 674 (23,8 %) k moravské, 29 (1 %) ke slovenské, 7 vietnamské, 6 ukrajinské, 2 polské, 1 slezské a 1 německé. 738 obyvatel (26 %) svou národnost neuvedlo.

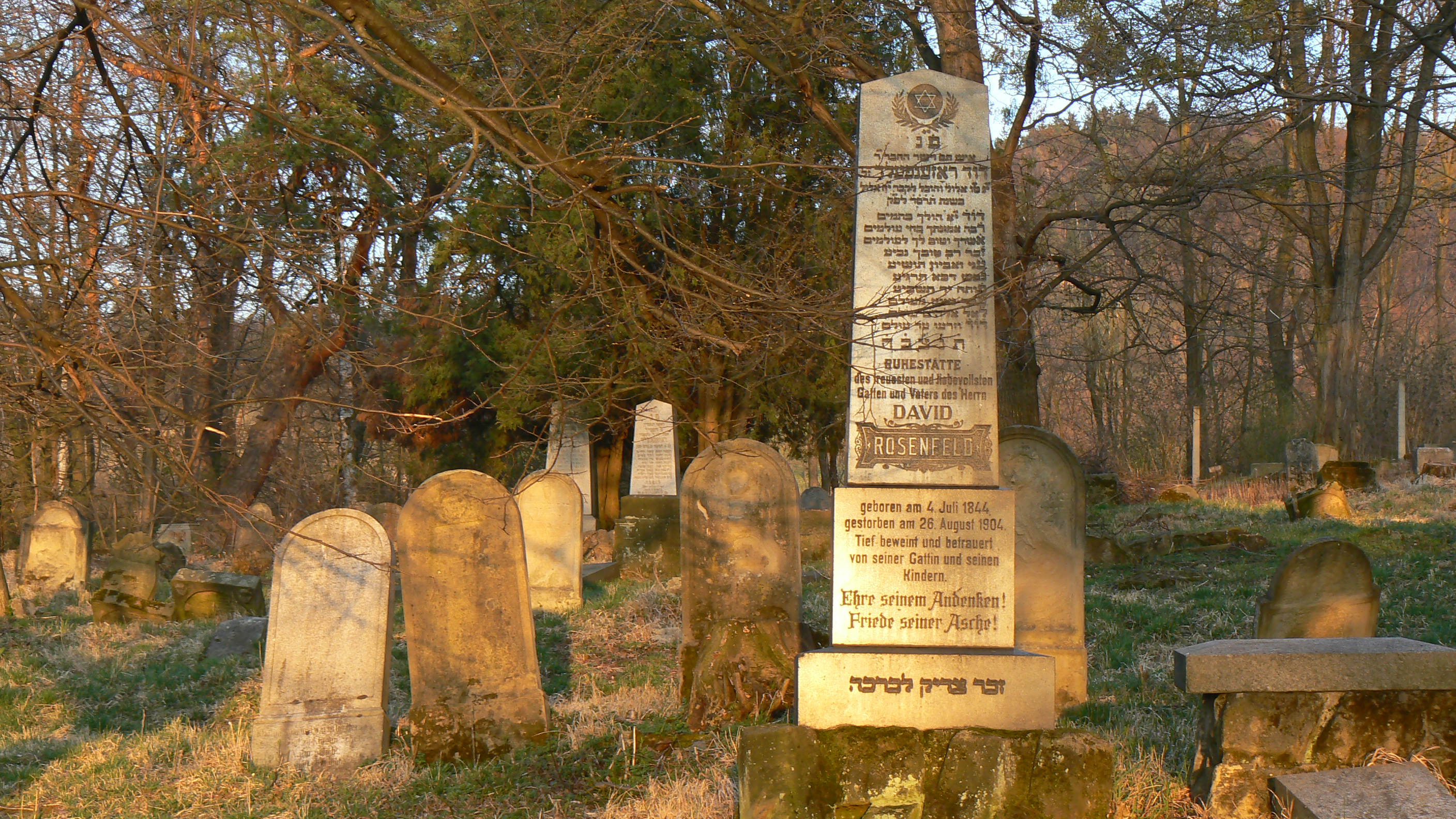
Židovský hřbitov

V roce 2011 se 738 (26 %) obyvatel Koryčan označilo za věřící. 432 (15,2 %) obyvatel se hlásilo k Římskokatolické církvi, 5 k Církvi československé husitské, 2 k Českobratrské církvi evangelické a 2 ke Svědkům Jehovovým. 774 (27,3 %) obyvatel se označilo jako bez náboženské víry a 1 325 (46,7 %) na otázku víry neodpovědělo. Koryčanská farnost s farním kostelem sv. Vavřince a filiálními kostely sv. Anny v Jestřabicích a sv. Klementa na Stupavě je součástí kroměřížského děkanátu.

## Obecní správa a politika

### Části města
- Koryčany
- Blišice
- Jestřabice
- Lískovec

### Správní území
Od roku 2003 jsou Koryčany obcí s pověřeným obecním úřadem. Náleží do senátního obvodu č. 76 – Kroměříž, za který byl v roce 2010 do Senátu zvolen Miloš Malý. Od roku 2002 je členem Dobrovolného svazku obcí Koryčanska a Zdounecka se sídlem ve Zdounkách. Do roku 1960 patřily Koryčany do okresu Kyjov.

### Zastupitelstvo a starosta

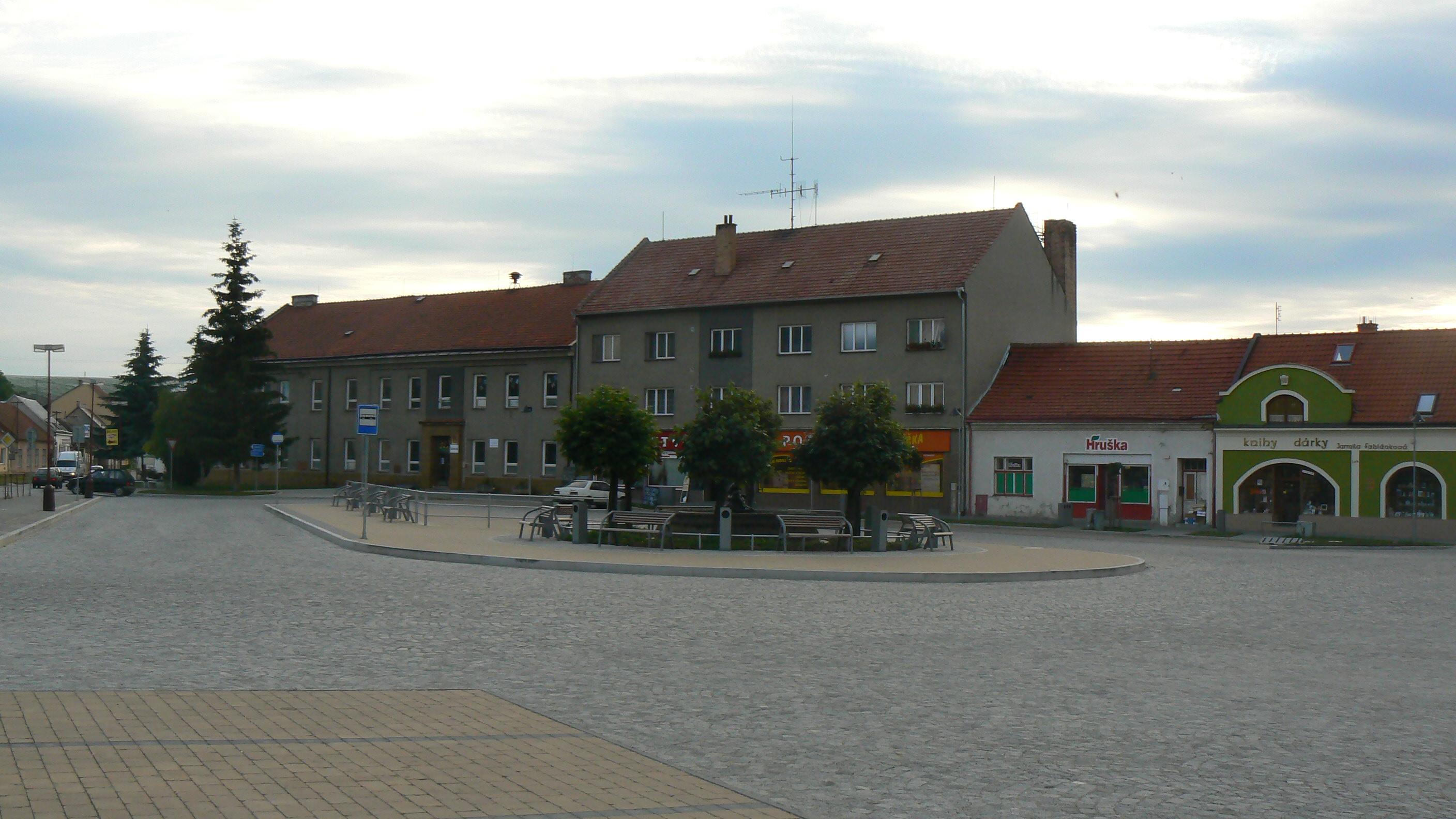
Náměstí

Zastupitelstvo obce má 15 členů a městská rada 5 radních. Voleb do zastupitelstva v říjnu 2010 se účastnilo 1 176 (tj. 49,43 %) voličů. Ve volbách zvítězila ČSSD, která získala získala 31,15 % hlasů a 5 mandátů v zastupitelstvu, dále uskupení Starostové a nezávislí (21,2 %, 3 mandáty), KSČM (17,75 %, 3 mandáty), KDU-ČSL (16,55 %, 2 mandát) a Sdružení nezávislých kandidátů (16,55 %, 2 mandáty). Do městské rady zastupitelstvo zvolilo 3 členy ČSSD, 1 člena KSČM a 1 člena KDU-ČSL. Starostou byl zvolen Zdeněk Šmela (ČSSD).
Voleb do zastupitelstva v roce 2014 se účastnilo 1 149 voličů, tj. 48,58 %. Zvítězili Starostové a nezávislí, získali 28,27 % hlasů a 4 mandáty v zastupitelstvu, další ČSSD 24,79 % (4 mandáty), ZVUK 12 získal 19,47 % (3 mandáty), KSČM 15,2 % (2 mandáty), KDU-ČSL 12,27 % (2 mandáty). Starostkou byla zvolena Ing. Hana Jamborová (Starostové a nezávislí).

## Průmysl

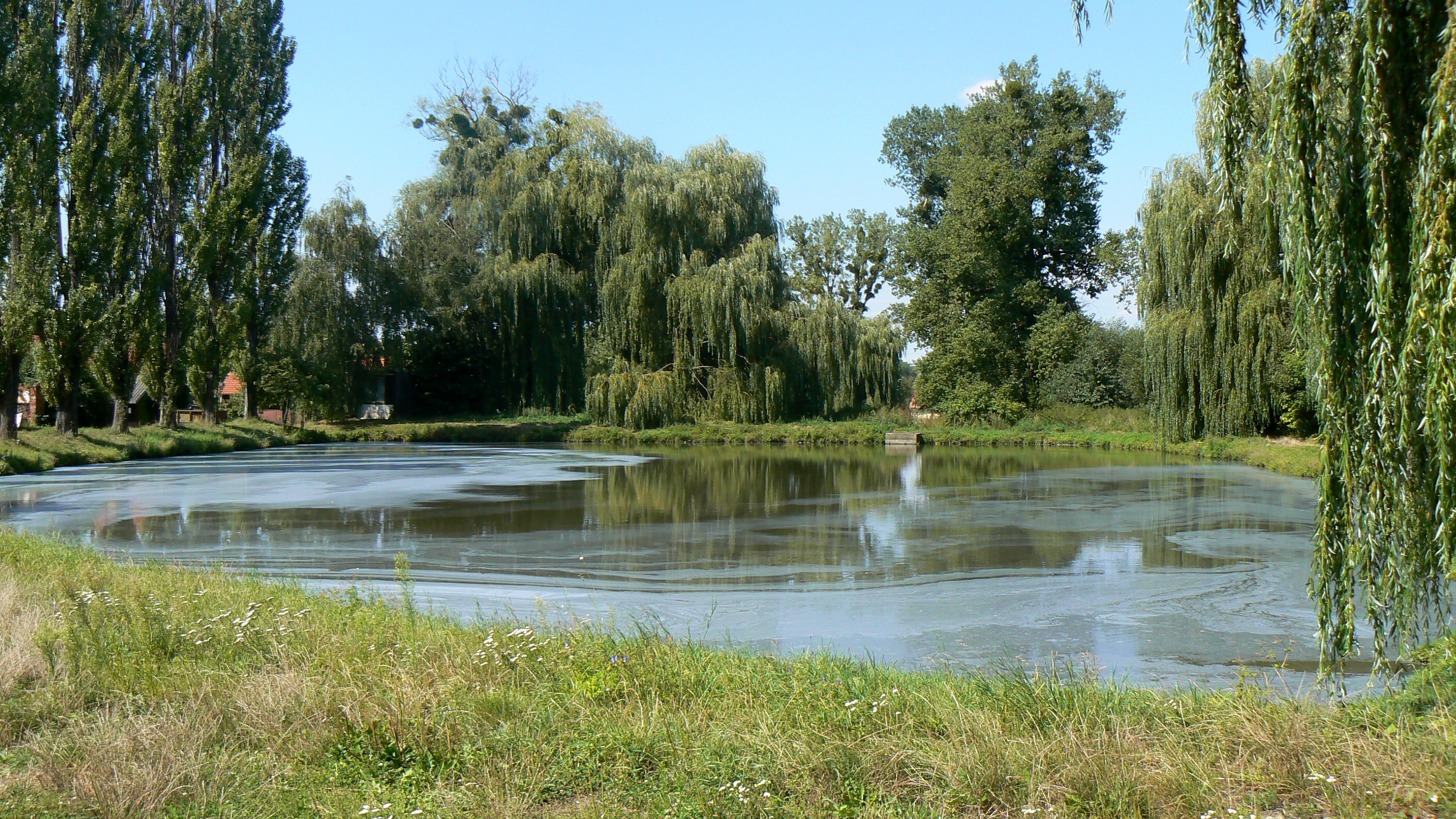
Rybník

Rozvoj průmyslu je spojen s rozsáhlým polesím západně od Koryčan. Sklárna na říčce Stupavě zde existovala již v 18. století. Sklárnu v Koryčanech si v roce 1818 od tamní vrchnosti baronů Münch-Bellinghausenů pronajal Izák Reich, po Strání a Staré Huti jako svojí v pořadí třetí sklárnu. V roce 1823 byly skelné hutě Reichem zmodernizovány. Sklárna však později zanikla.
V roce 1856 založil Michael Thonet v Koryčanech továrnu na ohýbaný nábytek. Před první světovou válkou měla továrna až 1500 zaměstnanců.

## Doprava
Koryčany leží na křižovatce regionálních a lokálních silnic vedoucích Středomoravskými Karpatami, zejména silnic II/432, II/429 a III/43231. Od roku 1908 byla provozována nákladní doprava na železniční trati z Nemotic (odbočka z Vlárské dráhy). V letech 1920–1932 a občas i později byla trať využívána i k přepravě osob a to až do 31. května roku 1980, kdy byla osobní přeprava v rámci úspor ČSD zrušena. Ve středu 31. května 1967 na trati naposledy jela parní lokomotiva, místními nazývaná Helenka. V 6,20 hodin ještě vyjela z Koryčan do Nemotic a zpět už byl vlak tažen motorovým vozem.
Po roce 1990 se několikrát uvažovalo o zrušení trati, ale dodnes je příležitostně používána.
Městem vedou autobusové linky č. 802991 z Uherského Brodu do Brna, č. 823992 ze Zlína do Brna, č. 750901 z Kyjova do Kroměříže, č. 802900 z Kyjova do Starých Hutí a č. 729650 z Koryčan do Nesovic a Bohdalic-Pavlovic. Posledně jmenovaná je zapojena do Integrovaného dopravního systému Jihomoravského kraje jako linka 650. Koryčany jsou tak jedním z míst mimo Jihomoravský kraj integrovaných do tohoto systému.
Koryčany jsou turistickým východištěm do západních Chřibů, z náměstí vychází zeleně, modře a žlutě značené turistické trasy tímto směrem.

## Kultura

### Big-beatové skupiny
- 1967–1968 Meopius – Olin Berka, Jenda Šmehlík, Jaroslav Šmarhák, Laďa Vaculík, Pavel Hlavinka
- 1967–1968 Junior Hop – Miloš Bártek, Milan Galandr, Jarek Budík, Zdeněk Horenský
- 1968–1970 The Frees – Jarek Budík, Milan Galandr, Karel Galandr, Olin Berka, Jarek Mušálek. Zvukař Jarek Judas
- 1970–1972 Free Five – Jarek Budík, Milan Galandr, Karel Galandr, Olin Berka, Mirek Fridrich. Zvukař Jarek Judas, textař Zdeněk Horenský
- 1972–1974 Free Five (Oáza) – Jarek Budík, Milan Galandr, Karel Galandr, Mirek Fridrich
- 1972–2016 Sekvence – Olin Berka, Jenda Šmehlík, František Koudelka, Milan Jurák, Slávek Machálek, Pavel Stuchlík
- 1973–1983 Oáza 2 (Původní název Everest '80) – Zdeněk Galandr, Mirek Maruška, Jiří Půček, Josef Řihák
- 198?–? Saturejka – Milan Katolický, Pavel Havránek, Jarek Holásek, Jiří Povolný, zpěvačka Pavla Smetanová
- V roce 2000 při koryčanské pouti v kulturním domě proběhlo společné vystoupení čtyř beatových skupin Free Five, Sekvence, Oáza 2 a Saturejka. Společné vystoupení opakováno v roce 2002.

### Další hudební soubory
- Dechový soubor UP závodu, který vedl Miloš Nečas, později Jan Duchalík.
- Taneční orchestr UP závodu pod vedením Tomáše Koláčka, kde také hráli Milan Kučera, Alois Berka a další, vystupovala s nimi zpěvačka Helena Petruchová.
- Malý dechový soubor Kutalka, který vedl Ladislav Pištělák.
- V letech 1983–1985 v Koryčanech působila hudební skupina taneční populární a lidové hudby Bohema ve složení Ladislav Luska, Jan Vaněk, Rostislav Škrabal, Drahomír Vrba, Ladislav Plaček, Miroslav Plaček a zpěvačka Irena Berková. Hrávala na plesech, zábavách, srazech a družebních večerech.

### Mládežnické organizace
Do roku 1968 místní Základní organizace Československého svazu mládeže, 1968–1970 místní Základní organizace Juveny (svazu vesnické mládeže), v letech 1971–1989 místní Základní organizace jednotného Socialistického svazu mládeže.
Významnou událostí pro město bylo pořádání I. Krajského festivalu vesnické mládeže místní organizací Juveny ve dnech 17.–19. července 1970. Festival probíhal v úrovni sportovních soutěží, kulturních soutěží – přehlídka divadel malých forem, beatových skupin. Na festivalu byla masová účast mladých lidí z celého kraje, ať již jako soutěžících nebo jako diváků. Kazem na celé události byl pouze vytrvalý déšť, který částečně ovlivnil sportovní klání na stadionu. Jinak byl festival velmi úspěšnou a ve všech směrech kladně hodnocenou akcí. Přípravný výbor SSM se pokusil již vydávat festival za svůj, ale protože byl jen přípravným výborem a jelikož celostátní ustavující konference SSM byla až 19. listopadu 1970 na základě usnesení předsednictva KSČ ze dne 17. listopadu 1970, byl tento festival jednoznačně akcí dosud existující a fungující Juveny.
Od roku 1997 působí v Koryčanech Salesiánské hnutí mládeže, které se věnuje práci s mládeží v duchu hesla „Mladí pro mladé“. SHM Klub Koryčany pořádá každoroční mikulášské besídky, dětské dny či různé turnaje (stolní tenis, florbal). Z pravidelných kroužků zejména nabízí dětem a mládeži florbal, stolní tenis či sbor.

## Pamětihodnosti

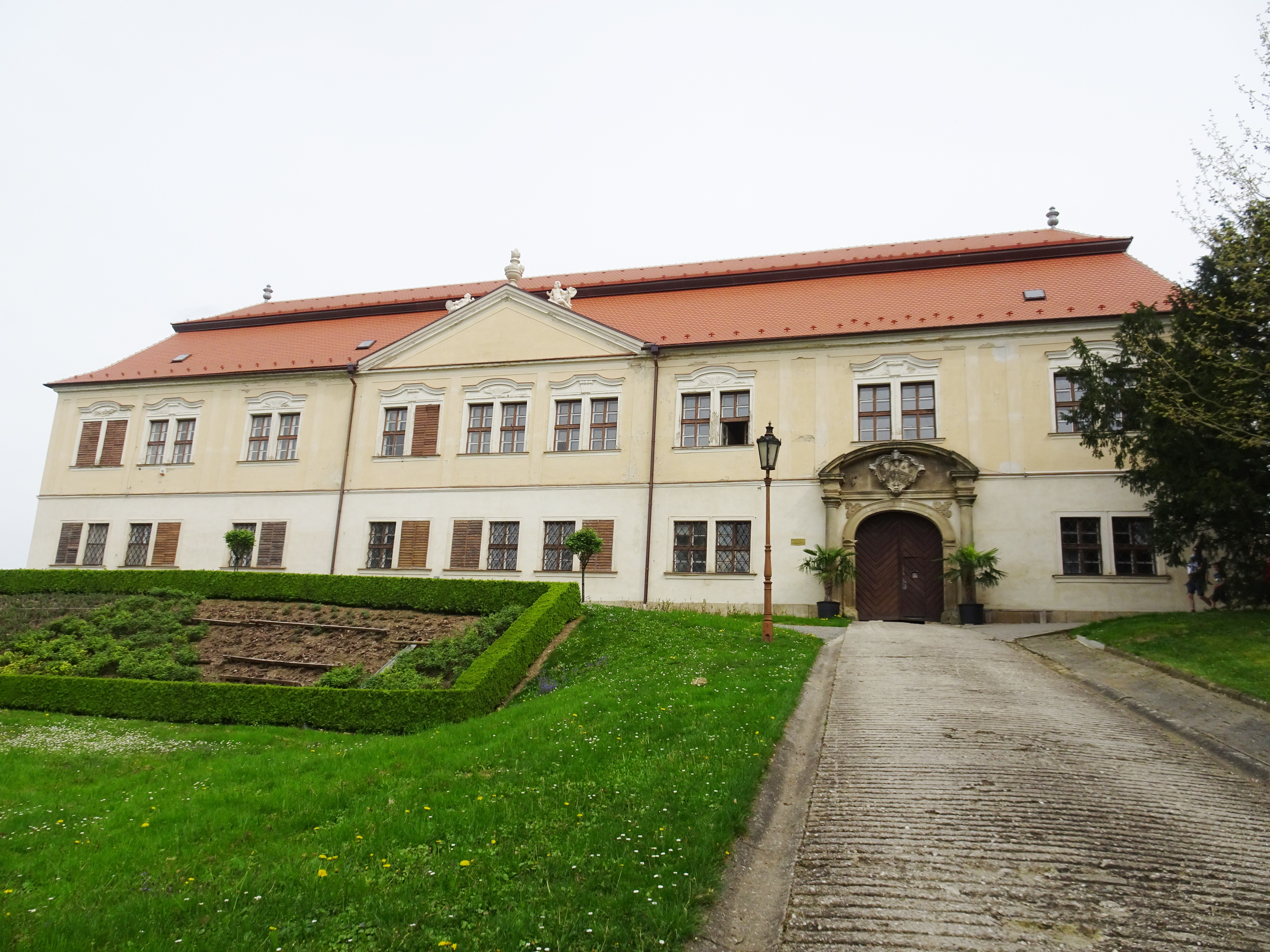
Vstupní křídlo koryčanského zámku

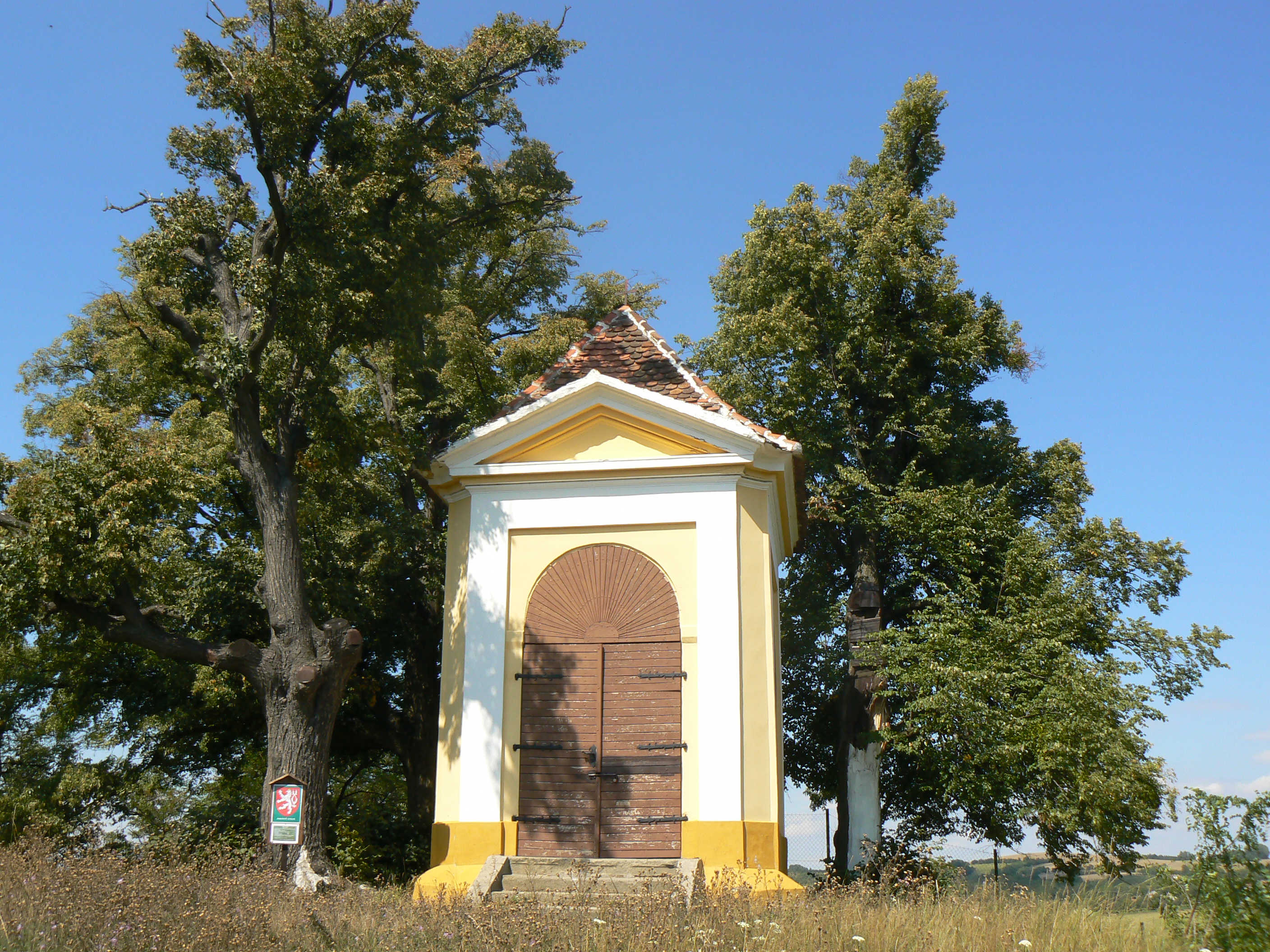
Kaple svatého Floriána

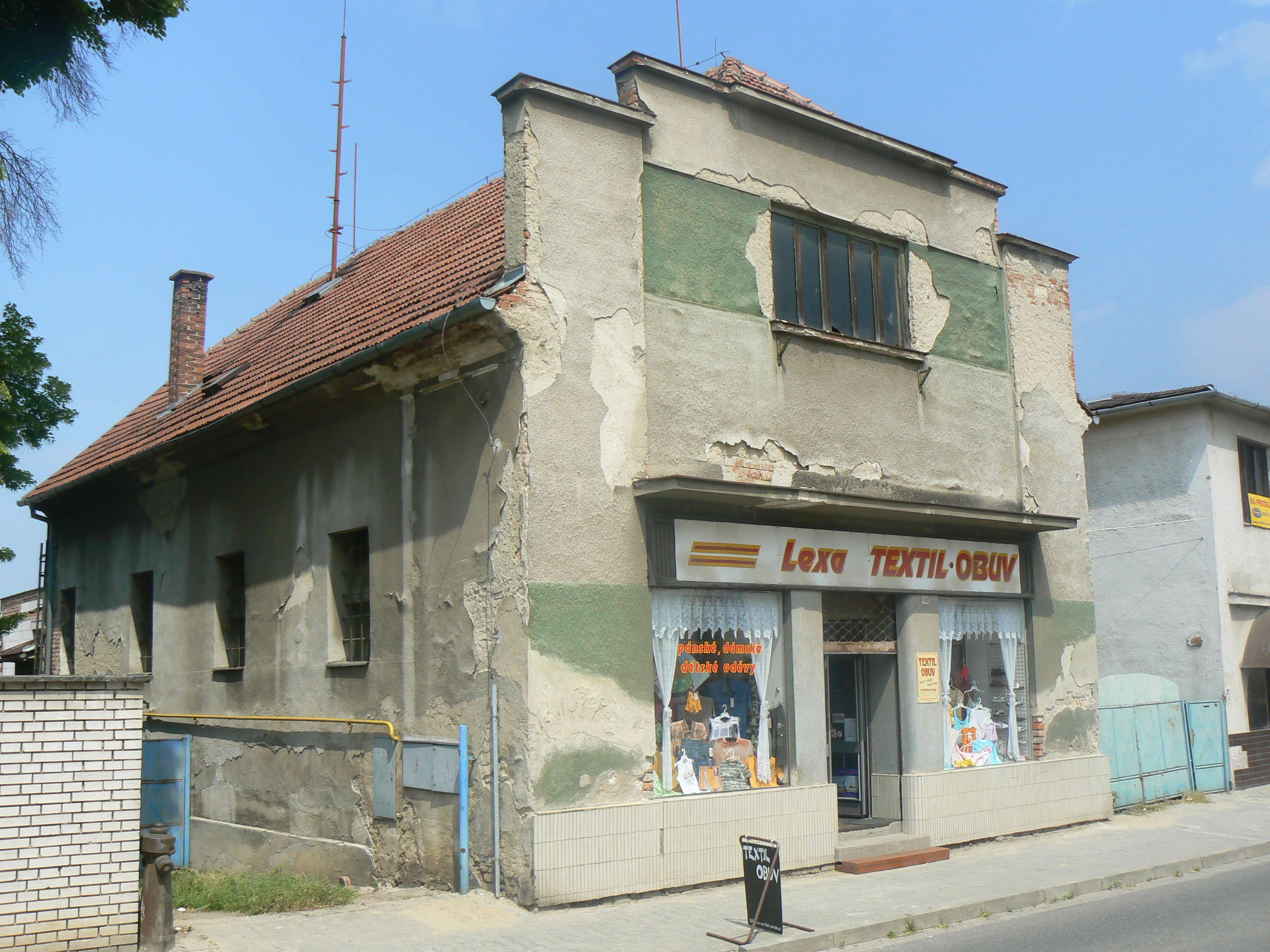
Bývalá synagoga

- Farní kostel svatého Vavřince postavený před rokem 1350, dochovaná podoba z druhé poloviny 17. století
- Zámek Koryčany a zámecký park – původně tvrz a panské sídlo si podle tesaných nápisů na pamětních deskách dali k roku 1661 upravit František Horecký z Horky a jeho manželka Markéta, rozená hraběnka Serényiová. V roce 1677 je zdědil jejich syn Gabriel František († 1703) a s manželkou Annou Marií Františkou, rozenou z Kolovrat dal z něj k roku 1684 vybudovat raně barokní dvoukřídlý zámek s rozsáhlým parkem. Interiéry byly rozděleny na menší část rezidenční a větší kancelářskou a hospodářskou. Jejich alianční znak je na hlavním portále zámku. Po nich zámek vlastnili Gillernové, kteří pokračovali dostavbou třetího křídla a dvouramenného schodiště s balustrádou. V letech 1848–1851 koryčanské panství vlastnil Salomon Mayer Rothschild, po něm vídeňští podnikatelé Vilém Figdor a Hermann Wittgenstein, jehož synovi, filozofu Ludvíku Wittgensteinovi, byl v jeho nepřítomnosti zámek zabaven roku 1945.[13] Od té doby byl ve vlastnictví státu a dlouhá léta sloužil jako knihovna, sklad textilu a nejdéle školám, naposledy střední odborné škole pro kuchaře a číšníky. V roce 2013 byl prodán soukromému majiteli. Veřejnosti není přístupný. Zámecký park byl slavnostně otevřen pro veřejnost po provedení revitalizace dne 22. října 2015. Odborně prospěšnou společností Koryčany, která vznikla 20. srpna 2013, bylo odstraněno téměř 450 stromů a velké množství keřů. Místo nich bylo vysázeno 15 818 dřevin a bylo provedeno 185 biologických ošetření, byla vybudována broukoviště a ošetřeny trávníky.
- Hrad Cimburk – zřícenina hradu v lese nad koryčanskou přehradou, od roku 1994 opravována a udržována spolkem Polypeje, hrad je pro veřejnost přístupný celoročně. Na hradě jsou vytvořeny prohlídkové trasy, konají se tam různé kulturní akce, koncerty, divadelní představení, šermířské turnaje, setkávání malých pivovarů a Cimburský košt vín.
- Židovský hřbitov s nejstarším náhrobkem z roku 1674. Je zde přes 200 náhrobků.
- Synagoga v Koryčanech
- Kaple svatého Floriána z roku 1712
- Kašna na náměstí z let 1713–1714
- Hrobka rodiny Thonetů na místním hřbitově
- Hrob a pomník Františka Pivody na místním hřbitově
- Urna Zdeňka Mastníka na hrobě jeho rodičů na místním hřbitově
- Od roku 2023 je národní kulturní památkou i vila rodiny Thonetů
- studánka U Mísy
- skalní útvary Kozel a Kazatelna
- Hradisko svatého Klimenta
- Kašna na náměstí
- Socha Panny Marie
- Thonetova vila
- Vršava, zaniklá osada jihovýchodně od Koryčan; v současnosti je zde lovecká chata, jíž předcházela myslivna

## Osobnosti
- František Gallia (1912–1950), lékař, odborník v oblasti virologie, objevitel viru středoevropské klíšťové encefalitidy, rodák z Koryčan
- Karl Joseph von Gillern (1691–1759), císařský rada a vyjednavač v První slezské válce, zemřel v Koryčanech
- Jindřich Halabala (1903–1978), nábytkový návrhář
- Antonín Kacovský (1924–1968), rodák, příbramský hudební pedagog
- Sigmund Kolisch (1816–1886), spisovatel a novinář, jeden ze zakladatelů evropského agenturního zpravodajství, rodák z Koryčan
- Zdeněk Mastník (1920–2008), vedoucí české sekce vysílání britského rozhlasu BBC, od dětství žil v Koryčanech a má zde urnu na hrobu rodičů
- František Pivoda (1824–1898), hudební kritik, ve městě vyrůstal a je zde pohřben
- Oskar Rosenfeld (1884–1944), spisovatel a novinář, zabývající se židovskými tématy, rodák z Koryčan
- Rudolf Schwarz (1879–1965), německý politik, rodák z Koryčan
- Michael Thonet (1796–1871), zakladatel továrny na ohýbaný nábytek v Koryčanech
- Jaroslav Tomášek (1896–1970), hudební skladatel